# Am Heister
Am Heister ist eine Ortslage im Wuppertaler Stadtbezirk Vohwinkel, Wohnquartier Schöller-Dornap.

## Lage und Beschreibung
Am Heister liegt im Norden Vohwinkels an der Düssel unmittelbar an der Stadtgrenze zu Mettmann und Wülfrath. Benachbarte Orte sind Überzurbeck, Scheidt und Dörnen in Wülfrath, Zum Löh, Buschdelle, Böck und Heresbach in Mettmann und Schmalefeld, Meißwinkel, Heistersfeld und Hahnenfurth in Wuppertal.
Am Ort führt die Bahnstrecke Düsseldorf-Derendorf–Dortmund Süd vorbei.

## Etymologie und Geschichte
Heister ist die Bezeichnung für einen jungen Baum, die später auch für Buchen und Eichen gebraucht wurde.
Peter Silberberg sen. vom Hof Silberberg in Wülfrath war vermählt mit Margareta Lang (1658 bis ca. 1720), durch Tode des Schwiegervaters kam Silberberg an dem Hof Heister. Im Dezember 1687 kam Peter Silberberg jun., der spätere Bürgermeister von Elberfeld (1741) hier zur Welt.
Der Hof ist als Heister auf der Topographia Ducatus Montani des Erich Philipp Ploennies aus dem Jahre 1715 verzeichnet. Im 19. Jahrhundert war Am Heister ein Wohnplatz in der Landgemeinde Unterdüssel der Bürgermeisterei Wülfrath, die aus der bergischen Honschaft Unterdüssel hervorging. Auf der Topographischen Aufnahme der Rheinlande von 1824 ist der Ort mit Zum Heister und auf der Preußischen Uraufnahme von 1843 mit Heister beschriftet. 1888 besaß der Ort laut dem Gemeindelexikon für die Provinz Rheinland ein Wohnhaus mit 16 Einwohnern. Der Ort wird zu der Zeit Heister genannt.
Mit der Kommunalreform von 1975 wurde der Bereich um Am Heister in die Stadt Wuppertal eingemeindet.